# توبايلا ديل لاغو
بلدية توبايلا ديل لاغو (بالإسبانية: Tubilla del Lago)‏, هي إحدى بلديات مقاطعة برغش, التي تقع في منطقة قشتالة وليون, والتي تقع في شمال غرب إسبانيا.
يبلغ عدد سكانها 182 نسمة وفقاً لإحصائية سنة (2002).